# フィリペ・サウツラガ
フィリペ・サウツラガ（Filipe Sauturaga、1994年6月19日 - ）は、フィジーのラグビー選手。

## プロフィール
- フィジー出身[1]。
- ポジションはスクラムハーフ(SH)。
- 身長 170cm、体重 80kg

## 略歴
2022年、ラグビーワールドカップセブンズ2022の7人制フィジー代表に選ばれて優勝に貢献。
2024年、2024パリ五輪の7人制フィジー代表に選ばれた。